# Desmond Hoyte
Hugh Desmond Hoyte, född 9 mars 1929 i Georgetown, Brittiska Guyana, död 22 december 2002 i Georgetown, Guyana, var en guyansk politiker. Han var Guyanas premiärminister 1984-1985 och därefter landets president 6 augusti 1985 — 6 oktober 1992.
Hoyte blev invald i Guyanas parlament 1968 som kandidat för People's Democratic Congress. Han innehade flera olika ministerposter under sin politiska karriär och efterträdde 1984 Ptolemy Reid som premiärminister.
Guyanas president Forbes Burnham avled 1985 i ämbetet och efterträddes av Hoyte. Tre månader senare Hoytes två döttrar omkom i en bilolycka.
Hoyte förlorade 1992 års presidentval mot Cheddi Jagan. Han var presidentkandidat på nytt 1996 och 2001; han kom på andra plats båda gångerna.